# Sussex, Wisconsin
Sussex är en ort i Waukesha County i delstaten Wisconsin, USA.